# Henri-Bérenger
Henri-Bérenger (né vers 1136/7 – mort avant février 1150), parfois considéré comme roi associé sous le nom de Henri VI, était l'aîné des fils légitimes de Conrad III du Saint-Empire et de sa seconde épouse Gertrude de Sulzbach. À son baptême il reçoit le nom de l'empereur Henri IV et celui de son grand-père maternel le comte Bérenger II de Sulzbach. Il est associé au trône mais meurt avant son père.

## Biographie
Le 11 juin 1139, Henri est fiancé à Sophie, fille du roi Béla II de Hongrie qui se rend en Allemagne pour apprendre la langue et la culture de cour, mais les relations entre l'Empire et le royaume de Hongrie s'altèrent après la mort de son père en 1141. Le projet de mariage est annulé alors que Sophie réside toujours en Allemagne. Après plusieurs demandes écrites de son frère le roi Géza II, elle reçoit l'autorisation de rester dans un monastère allemand pour le reste de sa vie. Conrad et Henri approuvent sa décision.
Conrad fait élire son fils Henri âgé de dix ans comme co-roi de Germanie lors de la diète d'Empire de Ratisbonne le 13 mars 1147, avant de partir pour la seconde croisade,. Henri est oint et couronné le quatrième dimanche de Carême 30 mars à Aix-la-Chapelle,. Pendant l'absence de son père à la croisade entre juin 1147 et mai 1149, il est placé sous la tutelle du puissant abbé Wibald et du « notaire » Heinrich von Wiesenbach,. Pour ses loyaux services, Heinrich est élevé au rang de maître (magister) ou protonotaire (protonotarius). Neuf lettres, huit complètes, écrites par Henri demeurent de cette période de son règne.
Le jeune Henri mène victorieusement les troupes impériales lors de la bataille de Flochberg (1150) contre Welf VI et Welf VII. Les prouesses guerrières du jeune roi sont évoquées avec emphases  dans les lettres, datées de la semaine du 16-20 avril 1150 de Wurtzbourg à l'empereur byzantin Manuel Ier et à l'impératrice Irene, la sœur de Gertrude, l'informant de la victoire,. Henri meurt l'année suivante, et il est inhumé dans l'abbaye de Lorch.

## Sources
- (en) Cet article est partiellement ou en totalité issu de l’article de Wikipédia en anglais intitulé « Henry Berengar » (voir la liste des auteurs).
- (en) Site Medieval Lands : Heinrich Berangar von Staufen.
- Anthony Stokvis, Manuel d'histoire, de généalogie et de chronologie de tous les États du globe, depuis les temps les plus reculés jusqu'à nos jours, préf. H. F. Wijnman, éditions Brill, Leyde, réédition 1966. Volume III, chapitre VIII et tableau généalogique n° 87 « Généalogie des ducs de Souabe, II : Les Hohenstaufen » p. 219.
- (en) Joachim Bumke, Courtly Culture: Literature and Society in the High Middle Ages, Berkeley, University of California Press, 1991.
- (en) Horst Fuhrmann (trad. Timothy Reuter), Germany in the High Middle Ages: c.1050–1200, Cambridge, Cambridge University Press, 1986.
- (de) Friedrich Hausmann (dir.), Die Urkunden Konrads III. und seines Sohnes Heinrich [Conradi III. et filii eius Heinrici Diplomata], vol. 21, Vienne, coll. « Diplomata / Monumenta Germaniae Historica », 1969.
- (en) Jonathan R. Lyon, Princely Brothers and Sisters: The Sibling Bond in German Politics, 1100–1250, Ithaca et Londres, Cornell University Press, 2013.
- (en) Timothy Reuter, « The ‘Non-Crusade’ of 1149–50 », dans Jonathan  Phillips et Martin Hoch (dir.), The Second Crusade: Scope and Consequences, Manchester, Manchester University Press, 2001, p. 150–63.
- (en) Georg Waitz (dir.), Annales Aquenses, vol. 24, Hanovre, coll. « Scriptores / Monumenta Germaniae Historica », 1879 (lire en ligne), p. 33–39.